# 赤拟鲈
赤拟鲈（学名：Parapercis aurantiaca），又称黃擬鱸、赤虎鱚，俗名海狗甘仔、舉目魚、沙鱸，为虎鱚科拟鲈属的鱼类。

## 分布
本魚分布於西北太平洋區，包括日本、韓國、台灣等海域，模式产地在日本。

## 深度
水深10至50公尺。

## 特徵
本魚體近圓柱形，腭骨有齒，背鰭具5枚硬棘，下頷外列齒6枚。尾鰭基部中央無暗斑，體色橙黃色，體側有7條暗色寬橫帶，5條在背鰭基底下方，此外無暗色帶或暗色斑點，體長可達17公分。

## 生態
本魚主要棲息在珊瑚礁區，以一停一動的方式在珊瑚礁盤上移動，屬肉食性，以小魚或底棲無脊椎動物為食。

## 經濟利用
可食用，適合油炸，但多以下雜魚處理。